# Conus vitulinus
Espèce
Conus vitulinus est une espèce de mollusques gastéropodes marins de la famille des Conidae.
Comme toutes les espèces du genre Conus, ces escargots sont prédateurs et venimeux. Ils sont capables de « piquer » les humains et doivent donc être manipulés avec précaution, voire pas du tout.

## Description
La longueur de la coquille varie entre 30 mm et 83 mm.

## Distribution
Cette espèce marine est présente dans le Pacifique indo-occidental.

## Taxonomie

### Publication originale
L'espèce Conus vitulinus a été décrite pour la première fois en 1792 par le conchyliologiste danois Christian Hee Hwass dans « Encyclopédie méthodique ou par ordre de matières Histoire naturelle des vers - volume 1 » écrite par le naturaliste français Jean-Guillaume Bruguière (1750-1798),.

### Synonymes
- Strategoconus (Vituliconus) vitulinus (Hwass, 1792) · non accepté